# Сан-Лоренсо де Альмагро

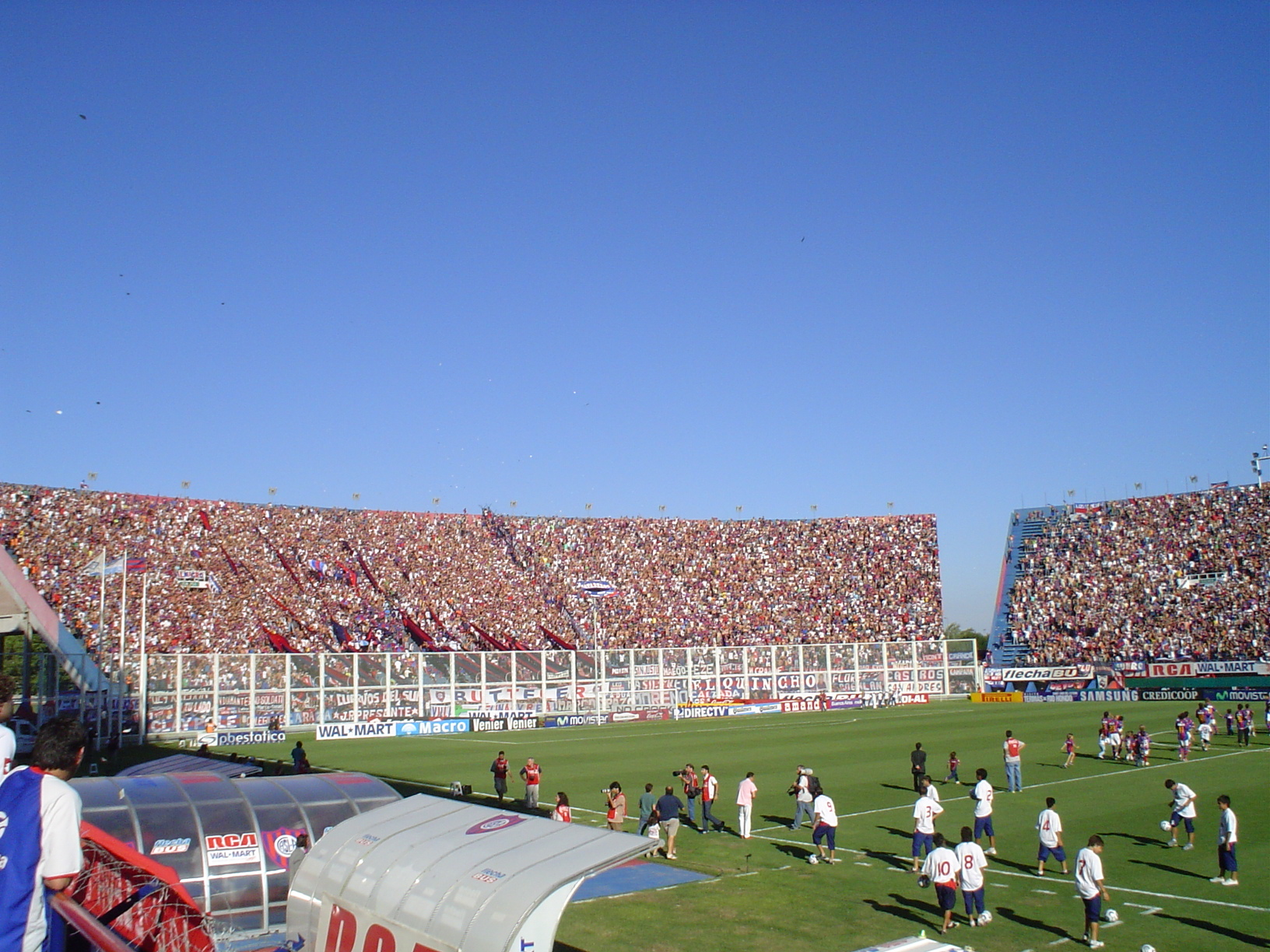

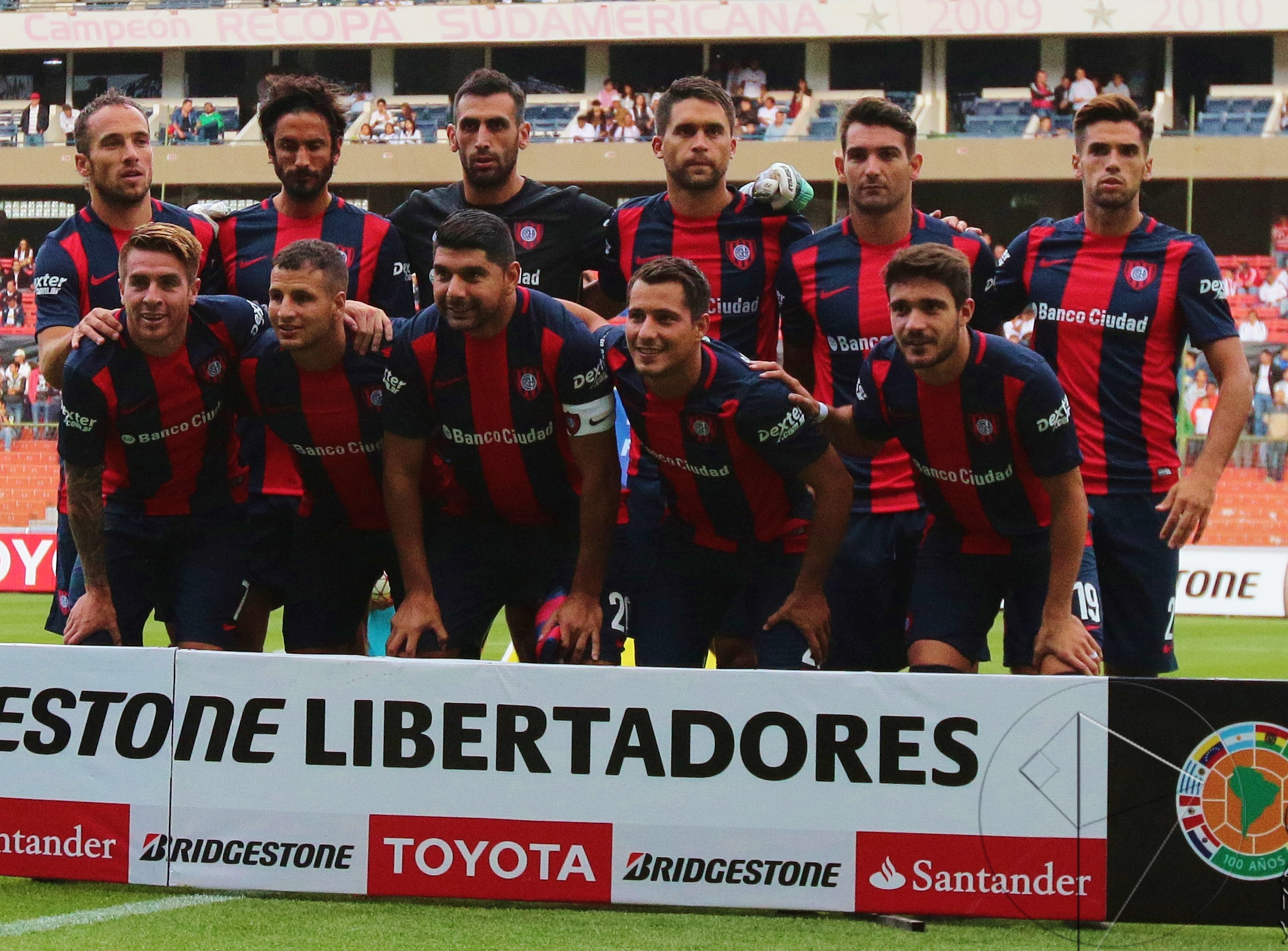

Сан Лоре́нсо де Альма́гро (ісп. Club Atlético San Lorenzo de Almagro) — аргентинський спортивний клуб з району Боедо міста Буенос-Айрес. Заснований 1 квітня 1908 року салезіянським священиком Лоренсо Массою. Був названий на честь засновника і району Альмагро, звідки походить клуб. Основним напрямком роботи є професійний футбол, яким клуб займається з 1931 року. Класичним суперником «Сан-Лоренсо» є футбольний клуб «Уракан». За опитуваннями громадської думки 2009 року «Сан-Лоренсо» став четвертим найпопулярнішим футбольним клубом Аргентини.

## Досягнення
- Чемпіон Аргентини:[5][6]
  - Аматорська ера (3): 1923, 1924 і 1927
  - Професійна ера (12): 1933, (Copa de Honor) 1936, 1946, 1959, Metropolitano 1968, Metropolitano 1972, Nacional 1972, Nacional 1974, Clausura 1995, Clausura 2001, Clausura 2007, Inicial 2013
- Чемпіон другого дивізіону (2): 1914(ААФ), 1982
- Суперкубок Аргентини (1): 2015
- Кубок Меркосур (1): 2001[7]
- Південноамериканський кубок (1): 2002[7]
- Кубок Лібертадорес (1): 2014[7]

## Найвідоміші гравці
- Ісідро Лангара
- Хосе Санфіліппо
- Ектор Скотта